# RasenBallsport Leipzig 2024-2025 (femminile)
Questa voce raccoglie le informazioni riguardanti il RasenBallsport Leipzig nelle competizioni ufficiali della stagione 2024-2025.

## Divise e sponsor
La grafica delle tenute da gioco era la stessa adottata dalla squadra maschile del RB Lipsia.  Lo sponsor tecnico per la stagione 2024-2025 è Puma.
|  | Casa | Trasferta |

## Organigramma societario
Tratto dal sito societario.

Area tecnica
- Allenatore: Jonas Stephan
- Co-allenatori: Anja Mittag, Marius Nowoisky
- Allenatore dei portieri: Michael Gurski
- Preparatore atletico: Maximilian Ewald

## Rosa
Rosa, ruoli e numeri di maglia come da sito ufficiale, integrati dal sito della Federcalcio tedesca (DFB).
| N. |                     | Ruolo | Calciatrice          |
| -- | ------------------- | ----- | -------------------- |
| 1  | Svizzera (bandiera) | P     | Elvira Herzog        |
| 2  | Germania (bandiera) | D     | Frederike Kempe      |
| 3  | Germania (bandiera) | D     | Josefine Schaller    |
| 4  | Germania (bandiera) | D     | Nina Räcke           |
| 5  | Austria (bandiera)  | D     | Julia Magerl         |
| 6  | Francia (bandiera)  | D     | Lou-Ann Joly         |
| 7  | Germania (bandiera) | C     | Giovanna Hoffmann    |
| 8  | Islanda (bandiera)  | A     | Emilía Ásgeirsdóttir |
| 9  | Austria (bandiera)  | A     | Katja Wienerroither  |
| 10 | Germania (bandiera) | A     | Vanessa Fudalla      |
| 11 | Germania (bandiera) | C     | Barbara Brecht       |
| 13 | Germania (bandiera) | A     | Sandra Starke        |
| 14 | Germania (bandiera) | A     | Marleen Schimmer     |
| 15 | Giappone (bandiera) | A     | Mai Kadowaki         |
| 16 | Austria (bandiera)  | D     | Michela Croatto      |

| N. |                     | Ruolo | Calciatrice              |
| -- | ------------------- | ----- | ------------------------ |
| 17 | Svizzera (bandiera) | A     | Lydia Andrade            |
| 19 | Germania (bandiera) | C     | Jenny Hipp               |
| 20 | Germania (bandiera) | D     | Victoria Krug (capitano) |
| 21 | Germania (bandiera) | D     | Julia Landenberger       |
| 23 | Germania (bandiera) | A     | Kyra Spitzner            |
| 25 | Germania (bandiera) | P     | Eve Böttcher             |
| 26 | Germania (bandiera) | C     | Luca Maria Graf          |
| 27 | Germania (bandiera) | A     | Marlene Müller           |
| 28 | Germania (bandiera) | P     | Lina von Schrader        |
| 30 | Svizzera (bandiera) | D     | Lara Marti               |
| 32 | Germania (bandiera) | A     | Mia Werner               |
| 33 | Germania (bandiera) | C     | Zoè Werner               |
| 34 | Germania (bandiera) | C     | Rucy Grunenberg          |
| 35 | Germania (bandiera) | D     | Sarah Dittrich           |
| 37 | Germania (bandiera) | D     | Steffi Schmid            |

## Calciomercato

### Sessione estiva
| Acquisti | Acquisti           | Acquisti            | Acquisti   |
| R.       | Nome               | da                  | Modalità   |
| -------- | ------------------ | ------------------- | ---------- |
| P        | Lina von Schrader  | Hoffenheim II       | [ 2 ]      |
| D        | Julia Landenberger | Bayern Monaco       | definitivo |
| C        | Lou-Ann Joly       | Stade Reims         | [ 4 ]      |
| A        | Giovanna Hoffmann  | Friburgo            | [ 5 ]      |
| A        | Marleen Schimmer   | Vorwärts Spoho Köln | [ 6 ]      |

| Cessioni | Cessioni           | Cessioni      | Cessioni      |
| R.       | Nome               | a             | Modalità      |
| -------- | ------------------ | ------------- | ------------- |
| D        | Julia Landenberger | Bayern Monaco | fine prestito |
| C        | Korina Janež       | Union Berlino | [ 7 ]         |
| C        | Gianna Rackow      | Colonia       | [ 6 ]         |
| A        | Mimmi Larsson      | Djurgården    | [ 8 ]         |

### Sessione invernale
| Acquisti | Acquisti                  | Acquisti     | Acquisti |
| R.       | Nome                      | da           | Modalità |
| -------- | ------------------------- | ------------ | -------- |
| A        | Emilía Kiær Ásgeirsdóttir | Nordsjælland | [ 9 ]    |
| A        | Mai Kadowaki              | Rosengård    | [ 10 ]   |

| Cessioni | Cessioni     | Cessioni   | Cessioni |
| R.       | Nome         | a          | Modalità |
| -------- | ------------ | ---------- | -------- |
| D        | Julia Pollak | Norimberga |          |

## Risultati

### Frauen-Bundesliga

#### Girone di andata
| Arbitro: | Schwermer (Ballenstedt) |

|                              |           |                 |
| Fudalla 31’ Landenberger 55’ | Marcatori | 50’ Leimenstoll |

| Arbitro: | Hussein (Bad Harzburg) |

|                                                            |           |                        |
| Dallmann 44’ Stanway 45+4’ Bühl 55’, 68’ Schüller 73’, 89’ | Marcatori | 3’, 76’ (rig.) Fudalla |

| Arbitro: | Söder (Norimberga) |

|                         |           |  |
| Andrade 8’ Hoffmann 50’ | Marcatori |  |

| Arbitro: | Michel (Magonza) |

|  |           |                                              |
|  | Marcatori | 27’ Hoffmann 56’ (rig.) Fudalla 63’ Schimmer |

| Arbitro: | Breier (Zerf) |

|                                                             |           |  |
| Wilms 21’ Jónsdóttir 65’ Beerensteyn 76’, 90’ Blomqvist 84’ | Marcatori |  |

| Arbitro: | Menzel (Hambrücken) |

|                          |           |  |
| Hoffmann 30’ Fudalla 47’ | Marcatori |  |

| Arbitro: | Lutz (Poppenhausen) |

|                                                      |           |              |
| Martinez 33’ Schasching 53’ Zicai 61’ Campbell 90+3’ | Marcatori | 81’ Schimmer |

| Arbitro: | Diekmann (Essen) |

|                                  |           |               |
| Müller 55’ Hoffmann 90+2’, 90+4’ | Marcatori | 78’ Grabowska |

| Essen 11 novembre 2024, ore 18:00 CET 9ª giornata | SGS Essen                   | 0 – 0 referto | RB Lipsia | Ernst-Abbe-Sportfeld (1 515 spett.)\| Arbitro: \| Heidenreich (Bad Schwartau) \| |
| Arbitro:                                          | Heidenreich (Bad Schwartau) |               |           |                                                                                  |

| Arbitro: | Boike (Altenstadt) |

|  |           |           |
|  | Marcatori | 81’ Kögel |

| Arbitro: | Westerhoff (Bochum) |

|                                   |           |  |
| Anyomi 7’ Pawollek 63’ Wamser 88’ | Marcatori |  |

#### Girone di ritorno
| Arbitro: | Menzel (Hambrücken) |

|            |           |                                      |
| Ziemer 83’ | Marcatori | 4’ Fudalla 46’ Schimmer 72’ Hoffmann |

| Arbitro: | Lutz (Poppenhausen) |

|  |           |              |
|  | Marcatori | 11’ Eriksson |

| Arbitro: | Hussein (Bad Harzburg) |

|              |           |                                                  |
| Weidauer 47’ | Marcatori | 7’, 63’ Fudalla 56’ Asgeirsdottir 90+2’ Schimmer |

| Arbitro: | Wolf (Wilhelmshaven) |

|                                                         |           |            |
| Asgeirsdottir 56’ Hoffman 60’ (rig.), 81’ Fudalla 90+3’ | Marcatori | 17’ Schmid |

| Arbitro: | Söder (Norimberga) |

|  |           |                         |
|  | Marcatori | 35’ Brand 85’ Peddemors |

| Arbitro: | Westerhoff (Bochum) |

|             |           |                     |
| Gentile 51’ | Marcatori | 73’ (rig.) Hoffmann |

| Arbitro: | Wacker (Lehrensteinsfeld) |

|                |           |          |
| Hoffmann 90+2’ | Marcatori | 43’ Karl |

| Arbitro: | Breier (Zerf) |

|                                                                                      |           |                          |
| Cerci 30’ Kossler 32’ Landenberger 48’ (aut.) Hickelsberger-Füller 68’ Steiner 90+5’ | Marcatori | 59’ Hoffmann 78’ Fudalla |

| Arbitro: | Boike (Altenstadt) |

|  |           |                                   |
|  | Marcatori | 13’ Terlinden 31’ Rieke 69’ Maier |

| Arbitro: | Heidenreich (Bad Schwartau) |

|            |           |  |
| Kramer 32’ | Marcatori |  |

| Arbitro: | Söder (Norimberga) |

|  |           |                         |
|  | Marcatori | 20’ Reuteler 37’ Anyomi |

### DFB-Pokal
| Arbitro: | Hussein (Bad Harzburg) |

|               |           |  |
| Orschmann 40’ | Marcatori |  |

## Statistiche

### Statistiche di squadra
| Competizione         | Punti | In casa | In casa | In casa | In casa | In casa | In casa | In trasferta | In trasferta | In trasferta | In trasferta | In trasferta | In trasferta | Totale | Totale | Totale | Totale | Totale | Totale | DR  |
| Competizione         | Punti | G       | V       | N       | P       | Gf      | Gs      | G            | V            | N            | P            | Gf           | Gs           | G      | V      | N      | P      | Gf     | Gs     | DR  |
| -------------------- | ----- | ------- | ------- | ------- | ------- | ------- | ------- | ------------ | ------------ | ------------ | ------------ | ------------ | ------------ | ------ | ------ | ------ | ------ | ------ | ------ | --- |
| Frauen-Bundesliga    | 26    | 11      | 5       | 1       | 5       | 14      | 13      | 11           | 3            | 2            | 6            | 16           | 27           | 22     | 8      | 3      | 11     | 30     | 40     | -10 |
| DFB-Pokal der Frauen | -     | -       | -       | -       | -       | -       | -       | 1            | 0            | 0            | 1            | 0            | 1            | 1      | 0      | 0      | 1      | 0      | 1      | -1  |
| Totale               | -     | 11      | 5       | 1       | 5       | 14      | 13      | 12           | 3            | 2            | 7            | 16           | 28           | 23     | 8      | 3      | 12     | 30     | 41     | -11 |

### Andamento in campionato
| Giornata  | 1 | 2 | 3 | 4 | 5 | 6 | 7 | 8 | 9 | 10 | 11 | 12 | 13 | 14 | 15 | 16 | 17 | 18 | 19 | 20 | 21 | 22 |
| --------- | - | - | - | - | - | - | - | - | - | -- | -- | -- | -- | -- | -- | -- | -- | -- | -- | -- | -- | -- |
| Luogo     | C | T | C | T | T | C | T | C | T | C  | T  | T  | C  | T  | C  | C  | T  | C  | T  | C  | T  | C  |
| Risultato | V | P | V | V | P | V | P | V | N | P  | P  | V  | P  | V  | V  | P  | N  | N  | P  | P  | P  | P  |
| Posizione | 4 | 8 | 5 | 4 | 6 | 5 | 7 | 5 | 5 | 7  | 7  | 6  | 8  | 6  | 6  | 6  | 7  | 7  | 7  | 7  | 8  | 8  |

Legenda:

Luogo: C = Casa; T = Trasferta. Risultato: V = Vittoria; N = Pareggio; P = Sconfitta.

### Statistiche delle giocatrici
| Giocatore          | Frauen-Bundesliga | Frauen-Bundesliga | Frauen-Bundesliga | Frauen-Bundesliga | DFB-Pokal der Frauen | DFB-Pokal der Frauen | DFB-Pokal der Frauen | DFB-Pokal der Frauen | Totale   | Totale | Totale      | Totale     |
| Giocatore          | Presenze          | Reti              | Ammonizioni       | Espulsioni        | Presenze             | Reti                 | Ammonizioni          | Espulsioni           | Presenze | Reti   | Ammonizioni | Espulsioni |
| ------------------ | ----------------- | ----------------- | ----------------- | ----------------- | -------------------- | -------------------- | -------------------- | -------------------- | -------- | ------ | ----------- | ---------- |
| L. Andrade         | 15                | 1                 | 4                 | 0                 | 1                    | 0                    | 1                    | 0                    | 16       | 1      | 5           | 0          |
| E.K. Ásgeirsdóttir | 10                | 2                 | 0                 | 0                 | 2                    | 0                    | 0                    | 0                    | 12       | 2      | 0           | 0          |
| E. Böttcher        | -                 | -                 | -                 | -                 | -                    | -                    | -                    | -                    | -        | -      | -           | -          |
| B. Brecht          | 1                 | 0                 | 0                 | 0                 | -                    | -                    | -                    | -                    | 1        | 0      | 0           | 0          |
| E. Herzog          | 22                | -15               | 2                 | 0                 | 1                    | -1                   | 0                    | 0                    | 23       | -16    | 2           | 0          |
| L. Marti           | 18                | 0                 | 3                 | 0                 | -                    | -                    | -                    | -                    | 18       | 0      | 3           | 0          |
| S. Starke          | 13                | 0                 | 2                 | 0                 | 1                    | 0                    | 0                    | 0                    | 14       | 0      | 2           | 0          |